# نوريس هاندلي
نوريس هاندلي (بالإنجليزية: Norris Hundley)‏ هو مؤرخ أمريكي، ولد في 26 أكتوبر 1935 في هيوستن في الولايات المتحدة، وتوفي في 28 أبريل 2013 في مونتيسيتو في الولايات المتحدة.